# 石川敦也トーマス

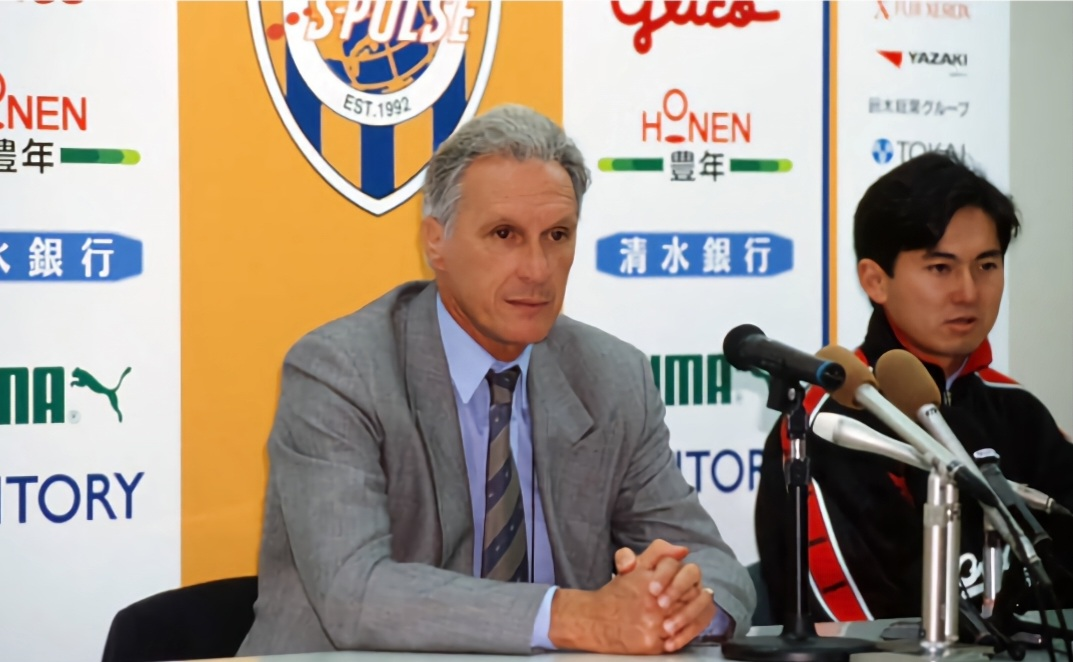
写真左が石川通訳

石川 敦也 トーマス（いしかわ あつや トーマス、Atsuya Thomas ISHIKAWA、1971年1月1日 - ）は通訳。   

## 人物
パラグアイ共和国生まれ、ウルグアイ東方共和国・モンテビデオで育つ。
1993年からプロサッカーチーム（Jリーグ）で通訳業をスタートさせ、柏レイソル・コンサドーレ札幌でスペイン語通訳を担当。
1998年にコンサドーレ札幌を退団。
その後スポーツエージェント会社、北海道栗山町で2002年FIFAワールドカップ誘致活動の通訳員として勤務、社団法人北太平洋地域研究センターNORPAC（現HIECC）へ出向、その後、中古車販売輸出会社で勤務をされている。1999年に日本国籍を取得。本籍は札幌市。
言語能力だけに留まらない解釈力や異文化理解、細やかな気遣い「心配りと心と心の通訳」でチームに貢献した。 